# Wołodarskij (obwód astrachański)
Wołodarskij (ros. Володарский) – osiedle w Rosji, w obwodzie astrachańskim, ośrodek administracyjny rejonu wołodarskiego. W 2010 liczyło 10 005 mieszkańców.